# ذاكرة وطنية

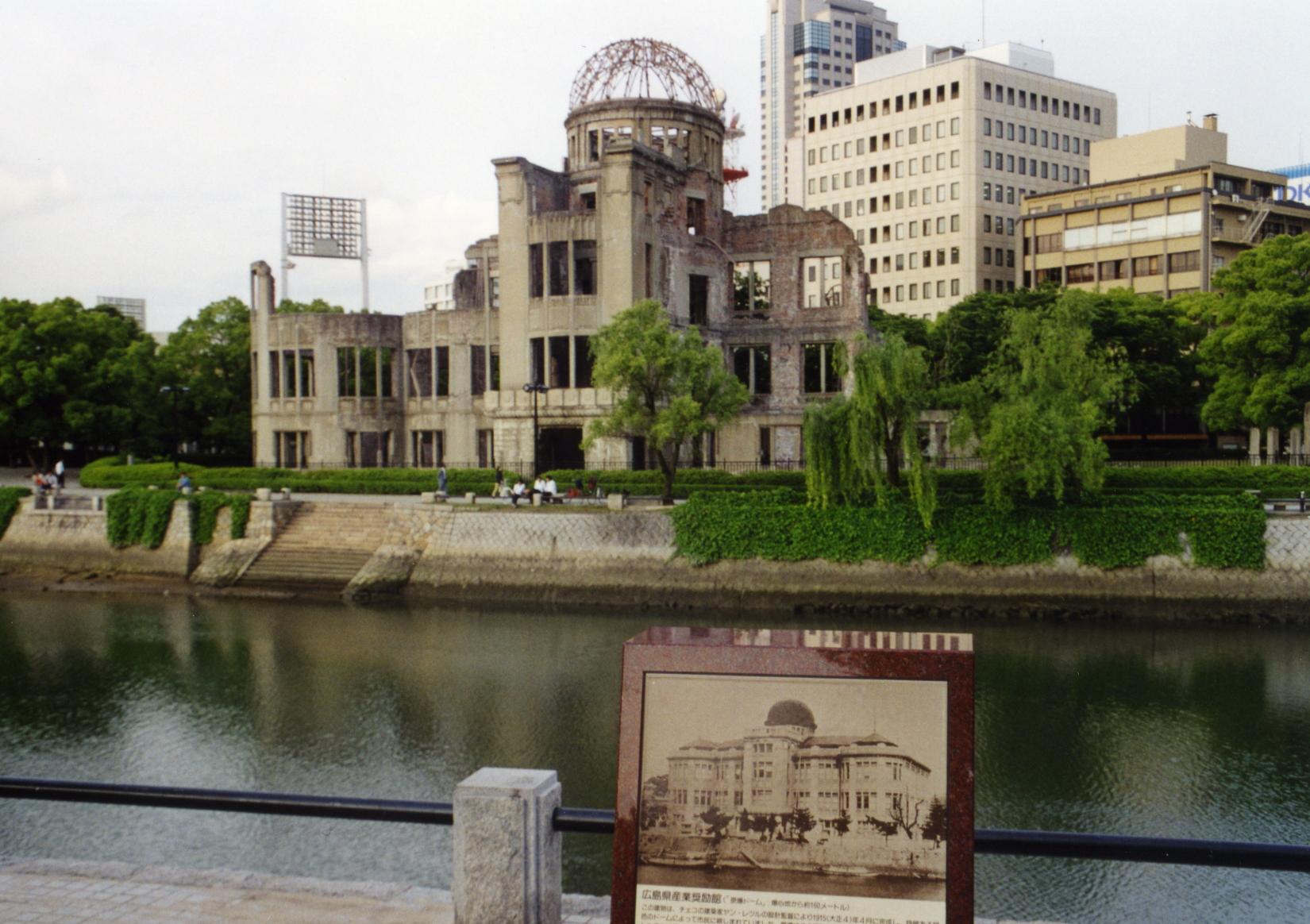
كان القصف للولايات المتحدة على هيروشيما وناغاساكي خلال الحرب العالمية الثانية هو من شَكَّل الذاكرة الوطنية اليابانية خلال القَرْنَيْن العشرين والواحد والعشرين.

الذاكرة الوطنية هي أحد أشكال الذاكرة الجماعية التي تُحَدِّدُهَا التجارب والثقافات المشتركة. وهي جزء لا يتجزَّأ من الهوية الوطنية.
وهي تمثل أحد أشكال الذاكرة الثقافية التي تقدم مساهمة جَوْهَرِيَّة في تَمَاسُك الجماعة. وقد اعتمدت المجتمعات الوطنية عبر التاريخ في تشكيل رواياتها المشتركة للأحداث على المراسم التذكارية، والمعالم، والأساطير، والطقوس الدينية، والأحداث التاريخية الخاصة بهم.
واستنادًا إلى الباحثة لورين رايان (Lorraine Ryan)، فإن الذاكرة الوطنية مبنية على رد فعل المجتمع وكيفية استقباله للروايات الوطنية للأحداث التاريخية، وكذلك على قدرة الناس على تأكيد مشروعية تلك الروايات.